# 奇克曼河
奇克曼河（俄语：Чикман），是俄羅斯的河流，位於該國西部彼爾姆邊疆區，屬於亞伊瓦河的左支流，發源自北烏拉爾山脈西坡，河道全長55公里，流域面積600平方公里。